# Estación Prazeres
La Estación Prazeres es una de las estaciones del Metro de Recife, situada en Jaboatão dos Guararapes, entre la Estación Monte dos Guararapes y la Estación Cajueiro Seco. Fue inaugurada en 2009.
La estación sirve a la población que trabaja y reside en el municipio de Jaboatão dos Guararapes. Antes de su inauguración, no había ninguna opción rápida de transporte público al centro de Recife, Boa Viagem y Olinda. 
Actualmente es la estación más trasladada de la línea Sur del Metro de Recife. En el futuro estará unida a la Terminal Intermodal de autobús de Prazeres (todavía sin fecha de inauguración). 
La Estación Prazeres posee una plataforma central y se localiza próxima al centro comercial del barrio.